# Jüdischer Friedhof (Ottenstein)
Der Jüdische Friedhof Ottenstein ist ein jüdischer Friedhof im niedersächsischen Flecken Ottenstein (Samtgemeinde Bodenwerder-Polle) im Landkreis Holzminden. Er ist ein geschütztes Kulturdenkmal.
Der 970 m² große Friedhof wurde von 1855 bis 1940 belegt. Er liegt „An der Domäne“ am Ortsausgang von Ottenstein Richtung Glesse. Auf ihm befinden sich 24 Grabsteine.